# Neocorestheta baloghi
Neocorestheta baloghi – gatunek chrząszcza z rodziny kózkowatych i podrodziny zgrzypikowych. Jedyny przedstawiciel rodzaju Neocorestheta.

## Zasięg występowania
Gatunek ten występuje na Nowej Kaledonii.